# Oosterbroek
Oosterbroek est une ancienne commune des Pays-Bas de la province de Groningue, qui a existé de 1965 à 1990.
La commune de Hefshuizen a été créée en 1965 par la fusion des communes de Noordbroek et de Zuidbroek.
Le 1er janvier 1990, la commune a été agrandie avec les communes de Meeden et de Muntendam. La première année, la nouvelle commune ainsi créée s'appelait encore Oosterbroek, mais dès le 1er janvier 1991, le nom fut changé en Menterwolde.